# Endkontrolle
Endkontrolle (englisch Production Line Testing, PLT) ist derjenige Arbeitsschritt im Produktionsprozess von Unternehmen, der insbesondere bei industriellen Massenprodukten, aber auch bei der Auslieferung von landwirtschaftlichen Produkten und im Prinzip bei allen Herstellungsprozessen angewandt wird, um die Produktqualität vor der Auslieferung an den Händler oder Verbraucher abzusichern. Die Endkontrolle ist dabei naturgemäß der letzte Schritt im Produktionsablauf und soll verhindern, dass Fehlproduktion auf den Markt gelangt.
Zur Endkontrolle kann meistens keine Maschine eingesetzt werden, da die Möglichkeiten der Qualitätsminderung zu vielseitig sind. Daher prüft ein Mensch durch Inaugenscheinnahme oder spezielle Untersuchungen das fertige Produkt.
Ein Produkt, das die Endkontrolle nicht besteht, darf normalerweise nicht ausgeliefert werden. Es wird entweder an geeigneter Stelle zurück in den Produktionskreislauf gegeben, oder verworfen. Manchmal kann es auch als fehlerhaftes Exemplar verbilligt abgegeben werden.
Die Endkontrolle spielt auch in der Lebensmittelproduktion eine große Rolle, da ein großer Schaden für eine Firma entstehen kann, wenn verdorbene oder unansehnliche Produkte an den Endverbraucher ausgeliefert werden.